# Mill–Pine Neighborhood Historic District

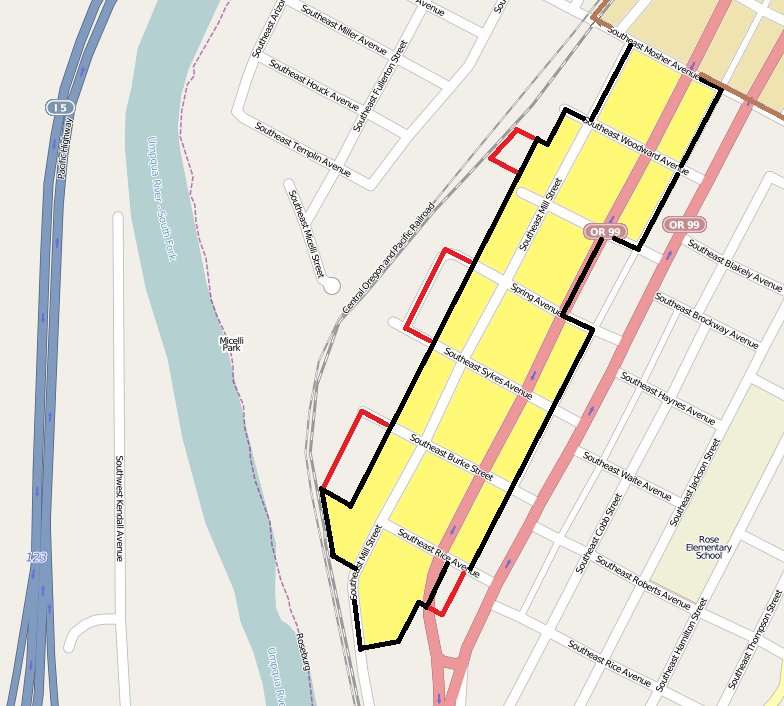
Karte des Historic Districts

Der Mill–Pine Neighborhood Historic District ist ein Historic District in Roseburg, Oregon, Vereinigte Staaten. Von 1878 wurde dieses Viertel von bescheidenen Wohnhäusern erschlossen, um Angestellten der Eisenbahn Wohnraum zu verschaffen. Die Entwicklung des Viertels kam weitgehend zur Ruhe, nachdem die Southern Pacific Transportation Company 1927 ihr Betriebszentrum von Roseburg nach Eugene verlegte, sodass dieses Wohnviertel ein ungewöhnlich geschlossenes Beispiel einer Wohnsiedlung der Arbeiterklasse aus der Zeit Ende des 19. Jahrhunderts und zu Beginn des 20. Jahrhunderts ist. Der Historic District wurde 1985 in das National Register of Historic Places aufgenommen; 2011 wurden die Grenzen verkleinert, weil einige der historischen Gebäude abgerissen worden waren.

## Belege
1. 1 2 3  Helen Jane Clarke, Marianne Kadas, Ella Mae Young: National Register of Historic Places Inventory – Nomination Form: Mill–Pine Historic District. (PDF) 1. Dezember 1984, abgerufen am 3. Oktober 2015 (englisch).
2. 1 2  Oregon Parks and Recreation Department: Oregon Historic Sites Database. Abgerufen am 3. Oktober 2015 (englisch).